# 雞龜
雞龜是泽龟科雞龜亞科下的一種陸棲雜食性龜，而雞龜屬則是單種屬，其下生物分佈于美國南部。其龜肉味道與雞肉很像，也因此得名。

## 亞種
該種下有三個亞種：
- 東部雞龜（Deirochelys reticularia reticularia）
- 佛羅里達雞龜（Deirochelys reticularia chrysea）
- 西部雞龜（Deirochelys reticularia miaria）